# Communauté de communes Corbières en Méditerranée
La Communauté de communes Corbières en Méditerranée est une ancienne communauté de communes française, située dans le département de l'Aude et la région Languedoc-Roussillon.

## Histoire
Le 1er janvier 2011, la commune de Port-la-Nouvelle a intégré la Le Grand Narbonne Communauté d'agglomération.
Elle a été dissoute le 1er janvier 2012, à l'exception de Fitou qui a rejoint la Communauté de communes Salanque - Méditerranée, les autres communes ont intégré Le Grand Narbonne.

## Composition
Elle regroupait 9 communes:
| - Sigean - Leucate - La Palme - Portel-des-Corbières - Fitou | - Roquefort-des-Corbières - Caves - Treilles - Feuilla |  |